# Lauxania pulchra
Lauxania pulchra är en tvåvingeart som först beskrevs av Friedrich Hermann Loew 1850.  Lauxania pulchra ingår i släktet Lauxania och familjen lövflugor. Inga underarter finns listade i Catalogue of Life.